# Agnes Martinová
Agnes Bernice Martinová (nepřechýleně Agnes Martin; 22. března 1912 Macklin, Kanada – 16. prosince 2004 Taos, USA) byla americká abstraktní malířka kanadského původu. Stala se slavnou svými prostými obrazy tvořenými kombinovanou technikou, kde čáry tužkou a barevné pruhy vyplňují čtvercová plátna a nenápadně evokují různé emocionální stavy. Bývala označována za minimalistku, ale ona sama se považovala za součást amerického uměleckého hnutí známého jako abstraktní expresionismus.
V roce 1998 jí byla kongresem Spojených států udělena ‎‎Národní medaile za umění‎‎. V roce 2004 byla zvolena do ‎‎Královské kanadské akademie umění‎‎.

## Život
Narodila se v malém městečku Macklin v kanadské provincii Saskatchewan. Rodiče byli farmáři původem ze Skotska a měli čtyři děti. Otec zemřel v roce 1914 a rodina se několikrát stěhovala. Od roku 1919 bydleli ve Vancouveru. Agnes si tam vypěstovala lásku k přírodě, která ji provázela celý život. Na střední škole začala závodně plavat a dokonce se zúčastnila kvalifikačních závodů na olympijské hry v roce 1928 a 1932. V roce 1931 se Agnes přestěhovala do ‎‎Spojených států‎‎, aby se postarala o svou nemocnou sestru v Bellinghamu ve státě Washington. V letech 1933–1937 studovala na Západní washingtonské univerzitě (WWU)‎‎, chtěla se stát učitelkou, aby mohla trvale žít ve Spojených státech. Na škole se Martinová setkala s Mildred Kaneovou, která se stala jednou z nejvlivnějších postav v jejím mládí. Jejich vztah trval až do poloviny padesátých let a pro Martinovou znamenal velkou podporu v začátcích umělecké kariéry. Během následujících čtyř let Martinová učila ve třech různých venkovských školách a pracovala pro kanadskou vládu jako spojka s těžařským průmyslem. V roce 1942 získala bakalářský titul na Kolumbijské univerzitě v New Yorku, kde také absolvovala mnoho malířských kurzů. V New Yorku se začala zajímat o moderní umění a začala vážně uvažovat o kariéře umělce.‎ Během válečných let pracovala jako učitelka na různých místech a v roce 1946 se dostala do Nového Mexika, když se ve věku třiceti čtyř let zapsala na magisterský program výtvarných umění na univerzitě v Albuquerque. ‎V roce 1947 navštěvovala letní kurz malby v Taosu. V roce 1950 získala americké občanství. Martinová zůstala v Novém Mexiku do roku 1951 a její nejstarší existující umělecká díla jsou z těchto let. Vedla umělecké kurzy na univerzitě v Albuquerque, mezi tím roku 1952 získala titul magistra moderního umění na Kolumbijské univerzitě. ‎Pod dojmem přednášek zenového buddhistického učence ‎‎D. T. Suzukiho‎‎ se začala zajímat o asijské myšlení, především taoismus a buddhismus. Studovala také filozofii a kulturu starověkého Řecka. Na podzim roku 1953 se Martinová vrátila do Nového Mexika a usadila se v Taosu. Krátce nato získala grant, což jí umožnilo věnovat se výhradně umělecké kariéře a přestat s učením. Během jednoho roku vytvořila stovku obrazů. V roce 1955 byla její díla součástí výstav v různých galeriích v Novém Mexiku.
V roce 1957 se na pozvání galeristky Betty Parsonsové přestěhovala do New Yorku a usadila se v podkrovním bytě na ulici ‎‎Coenties Slip‎‎ na dolním Manhattanu, kde se vytvořila umělecká komunita rozdílného zaměření.‎‎ Patřili sem ‎‎Robert Indiana‎‎, ‎‎Ellsworth Kelly‎‎, ‎‎Jack Youngerman, ‎‎Lenore Tawneyová a ‎‎Barnett Newman, který aktivně podporoval její práci. Dalším blízkým přítelem a mentorem Martinové byl ‎‎Ad Reinhardt‎‎. O sexuální orientaci Martinové se mnohokrát spekulovalo s ohledem na její blízké vztahy s ženami, ale ona sama se k tomu nikdy nevyjadřovala ani v pozdějších letech. V roce 1958 měla první samostatnou výstavu v galerii Betty Parsonsové. Počátek šedesátých let znamenal pro Martinovou prudký růst úspěšnosti. V roce 1961 představila své první mřížkové obrazy na své třetí a poslední výstavě v galerii Betty Parsonsové. Na výstavě Systémová malba v roce 1966 v muzeu Solomona R. Guggenheima v New Yorku byly její mřížkové obrazy oslavovány jako typické příklady nového minimalistického umění a byly zavěšeny mezi díla umělců jako Sol LeWitt, Robert Ryman a Donald Judd. V roce 1967 Martinová na vrcholu své kariéry New York opustila, aby našla duševní rovnováhu. Martinová trpěla schizofrenií, byla několikrát hospitalizovaná a podstoupila i náročné terapeutické zákroky. Se svou nemocí bojovala i pomocí přátel a náhlá smrt Ada Reinhardta ji velmi zasáhla. Musela také čelit ztrátě domova, protože kvůli rozvoji města hrozila demolice části budov, kde žila a měla svůj ateliér.
Téměř dva roky sama putovala napříč Kanadou a západem Spojených států. Nakonec se usadila na stolové hoře Mesa Portales poblíž vesnice ‎‎Cuba v Novém Mexiku‎‎, kde si pronajala pozemek, na kterém si postavila domek z nepálených cihel bez elektřiny a tekoucí vody. Žila tam osamoceně, téměř nemalovala, psala prózy o umění a životě, věnovala se meditaci. Po roce 1971 se začal zájem o její práci obnovovat, posílala své obrazy na různé výstavy. K umění se vrátila až v roce 1972, kdy dokončila sérii 30 sítotisků s názvem ‎‎On a Clear Day (Za jasného dne). Představena byla v následujícím roce na samostatné výstavě v Muzeu moderního umění v New Yorku. Druhou přehlídku její tvorby téhož roku uspořádal Institut současného umění pensylvánské univerzity ve Filadelfii a muzeum umění v Pasadeně. Přibližně v této době začala Martinová psát a přednášet o své práci.
V roce 1974 se Martinová rozhodla vrátit k malbě v novém duchu. Začala tím, že na pozemku Portales postavila ateliér ve stylu srubu o velikosti třicet pět metrů čtverečních a začala znovu malovat. Uzavřela smlouvu s majitelem galerie v New Yorku a obchodníkem Arne Glimcherem, který se staral o prodej jejích obrazů až do konce života. První výstava v Pace Gallery byla zahájena 1. března 1975.
V uměleckém světě byla aktivnější, hodně cestovala a od roku 1975 pravidelně vystavovala v Kanadě, Spojených státech a dalších zemích. ‎‎ ‎V roce 1976 natočila svůj první film ‎‎Gabriel‎‎ o malém chlapci, který na procházkách pozoruje venkovskou krajinu Nového Mexika. ‎‎ Druhý film, ‎‎Captivity (Zajetí)‎‎, který zahrnoval dialogy, scénář a herce Kabuki, nebyl nikdy dokončen.
V roce 1977 se musela přestěhovat na jiné místo kvůli neshodám s majitelem pozemku. Pronajala si pozemek v Galisteu v oblasti Santa Fé a pustila se do stavby domu a ateliéru. V roce 1984 nemovitost koupila, ale svůj prostý životní styl nezměnila. Přestože si malováním vydělala miliony dolarů, peníze pro ni nebyly důležité. Jedním z mála požitků byl bílý mercedes, který jí daroval Arne Glimcher.
Na počátku osmdesátých let musela absolvovat léčbu schizofrenie v psychiatrických ústavech v Colorado Springs a Santa Fe.
Malování se věnovala i ve vysokém věku, v roce 1999 vytvořila‎ sérií ‎‎Innocent Love (Nevinná láska).
V roce 1991 uspořádalo Stedelijk Museum v Amsterdamu retrospektivu její tvorby a v roce 1992 hostilo Whitney Museum of American Art její první retrospektivu ve Spojených státech. V roce 1997 Martinová darovala sedm obrazů Harwoodskému muzeu umění v Taosu, kde jsou trvale vystaveny v osmihranné galerii postavené za tím účelem.
V roce 1993 se přestěhovala do rezidence pro důchodce v ‎‎Taosu v Novém Mexiku‎‎, ale nepřestala malovat a vystavovat. Nechala si svůj domov a studio v Galisteo a také si otevřela další ateliér v Taosu, kde většinu dní pracovala. Zemřela v Taosu 16. prosince 2004 na selhání srdce. Její popel byl rozptýlen v areálu Harwoodského muzea umění v Taosu.

## Dílo
‎Její práce je nejvíce spojena s Taosem, řada jejích obrazů je inspirována pouštním prostředím Nového Mexika. Silný vliv však mělo i dětství prožité v Kanadě, na rozlehlých pláních a prériích v Saskatchewanu. Její prostá, monochromatická plátna bývají často přirovnávána ke krajině. ‎Kromě několika autoportrétů a několika akvarelových krajin zahrnovaly rané práce Martinové biomorfní malby v tlumených barvách. Patří sem portrét přítelkyně Portrét Daphne Vaughnové a Autoportrét, oba z roku 1947, které byly vytvořeny malířskou technikou enkaustiky.
Během pobytu na Kolumbijské univerzitě v New Yorku počátkem padesátých let začala rozvíjet svůj vlastní abstraktní styl, který lze vidět na akvarelu z roku 1952, Untitled (Bez názvu). Je na něm patrný vliv surrealismu a automatického kreslení.
Od roku 1957 se její práce proměňují kontaktem s generací amerických abstraktních expresionistů, především Adem Reinhardtem a Barnettem Newmannem. Obraz Harbor Number 1 (Přístav číslo 1) z roku 1957, jeden z prvních newyorských obrazů Martinové, kombinuje geometrickou abstrakci jejího dřívějšího díla z Taosu s nově nalezenou inspirací přístavní krajinou, která je patrná z jejího výběru modrošedé palety. Atmosférické kompozice složené ze zjednodušených geometrických tvarů na čtvercových plátnech představují typický výtvarný projev tohoto období – viz obraz Desert Rain (Pouštní déšť) z roku 1957.
Ve svých průlomových letech na počátku roku 1960 přerušila své měkké biomorfní abstrakce a začala vyvíjet jemné geometrické konstrukce často založené na mřížkách. ‎Čtyřstopé čtvercové plátno z roku 1959 nazvané Spring (‎‎Jaro)‎‎, je tvořeno třemi šedými vodorovnými čarami namalovanými mezi horním a dolním obdélníkem. Předznamenává umělcovo celoživotní zaměření na variace horizontálních linií a polí. Pomocí obdélníků, čtverců a mřížek, bodů a čar se prakticky obešla bez tradičních představ o kompozici v malbě. Typickým příkladem je koláž s hřebíky na desce s názvem Homage to Greece (Pocta Řecku) z roku 1959, který zachycuje pocit nekonečného prostoru, harmonie a krásy klasického Řecka. ‎
Její charakteristický styl byl definován důrazem na čáry, mřížky a pole extrémně jemných barev. Plátno o rozměrech 6 × 6 stop bylo pokryto hustými, jemně vymezenými grafitovými mřížkami. Byly uváděny jako příklady minimalistického umění, zachovaly si však drobné vady a nezaměnitelné stopy umělcovy ruky. Mřížka, která je základem obrazů, není nikdy zcela rovná a geometricky dokonalá. Během let Martinová své obrazy modifikovala jak v rozměrech, tak v práci s mřížkami. Zachovala měřítko šest stop čtverečních, ale mřížka byla nahrazena svislými a vodorovnými pruhy okrové a modré, jako Untitled Number 3 (Bez názvu číslo 3, 1974). Brzy upustila od vertikálních pásů a zaměřila se téměř výhradně na horizontální pásy střídajících se velikostí a barev. Kompozice jako Untitled Number 5 (Bez názvu č. 5, 1975) již nejsou definovány jemnou tužkovou mřížkou a vykazují odvážnější geometrická schémata.
Pokračovala ve zkoumání uspořádání horizontálních a vertikálních pásů v různých šířkách a v řadě tlumených barev pomocí akrylu, akvarelu a tužky. V těchto pozdních obrazech Martinová evokovala teplou paletu vyprahlé pouštní krajiny, kde žila po zbytek svého života. Po roce 1990 se místo symetrických mřížek objevují různě široké horizontální pruhy. Tužkové linie jsou značeny rukou umělkyně ‎‎Untitled No. 4‎‎ (Bez názvu č. 4, 1994). Zmenšila své měřítko ze šestistopých čtvercových pláten na o něco menší pětistopý formát. V posledním desetiletí svého života představila ve svých obrazech novou paletu barev, včetně spektra zelené a syté oranžové. V některých ze svých posledních obrazů znovu zavedla geometrické prvky, které naposledy použila na svých obrazech z 50. let minulého století, a umístila do prostoru temně černé trojúhelníky a čtverce proti špinavě šedým podkladům. Nikdy však neopustila grafitové linie, které byly stálou součástí její tvorby.
Mnoho jejích obrazů nese pozitivní jména, jako například ‎‎Happy Holiday‎‎ (Šťastné prázdniny, 1999) a ‎‎I Love the Whole World‎‎ (Miluji celý svět, 2000).‎‎ Její obrazy jsou často označovány Bez názvu, některé mají jména jako Pláž, Kapky, List ve větru a Bílý kámen, ale nejsou tradičním zobrazením přírody. Svým uměním se snažila vytvářet krásu, kterou viděla nejen v očích, ale i v mysli. Chtěla, aby její obrazy v divákovi vzbudily pocit, že se nachází v přírodě a krajině. Její vlastní abstrakce využívají kombinaci ideální geometrie a nejlehčího doteku umělcovy ruky k dosažení výšky emocí a pocitů. Zdůrazňovala, že tvorba umění není intelektuální snahou, ale především otázkou emocionální reakce. Její obrazy jsou postaveny na intuici a citu. V rozhovoru o svém životě a tvorbě v roce 1989 Agnes Martinová řekla: „Krása a dokonalost jsou totéž. Nikdy se neobjevují bez štěstí.“‎